# ورنك متوسطي
ورنك متوسطي (الاسم العلمي:Raja asterias) (بالإنجليزية: Mediterranean starry ray)‏ هو نوع من الأسماك يتبع جنس الورنك من الفصيلة الورنكية.